# Lysiteles umalii
Lysiteles umalii là một loài nhện trong họ Thomisidae.
Loài này thuộc chi Lysiteles. Lysiteles umalii được Alberto Barrion & James A. Litsinger miêu tả năm 1995.